# تلویزیون امروز
تلویزیون امروز یکی از شبکه‌های تلویزیونی خصوصی افغانستان است که مرکز آن در شهر کابل می‌باشد. این تلویزیون با دستور مستقیم رئیس جمهور افغانستان حامد کرزی در ۲۸ ژوئن ۲۰۱۰ مسدود شد و در اکتبر ۲۰۱۰ دوباره آغاز به فعالیت نمود.

## پوشش
این شبکه هم‌اکنون توسط فرستنده‌ای زمینی در کانال ۸ باند بسامد بسیاربالا در شهر کابل پخش می‌شود.

## برنامه‌ها
برنامه‌های این تلویزیون شامل موسیقی، فیلم‌های خارجی و کلیپ‌های هندی می‌شود. پخش برنامه‌های این شبکهٔ تلویزیونی ابتدا ۵ ساعت در روز بود که اکنون ۲۴ ساعته است. تلویزیون امروز تنها شبکهٔ تلویزیونی افغانستان بود که ویدئوکلیپ‌های خود را بدون سانسور پخش می‌کرد. این در حالی است سایر شبکه‌ها سانسور شدیدی بر تصاویر نیمه‌برهنه این ویدئوکلیپ‌ها اعمال می‌کنند.

## جنجال‌ها و کشمکش‌ها
برخی کارشناسان رسانه‌ای به این باورند که این تلویزیون وابسته به آمریکا بوده و تمویل‌کنندهٔ آن را سفارت آمریکا در کابل می‌دانند. این تلویزیون در برنامه‌هایی به بیان مطالبی پیرامون روح‌الله خمینی پرداخت که از سوی برخی از عالمان دینی و شیعه افغانستان توهین تلقی شد. این تلویزیون برای مدتی در حالت تعلیق به سر می‌بُرد و اجازهٔ پخش برنامه‌های آن توسط امر مستقیم حامد کرزی رئیس‌جمهور افغانستان به وزارت فرهنگ و ارشاد جمهوری اسلامی افغانستان فسخ شده بود که پس از کشمکش‌هایی دوباره اجازهٔ آن گرفته شد. نجیب الله کابلی به بی‌بی‌سی فارسی گفت که تصمیم رئیس‌جمهور صرف به خاطر «فشار بزرگان اهل تشیع» اتخاذ شده‌است. سخنگوی ریاست جمهوری به بی‌بی‌سی اعلام کرد که انتقاد اصلی در مورد این تلویزیون به پخش برنامه‌ای ارتباط دارد که در آن به اهل تشیع اهانت صورت گرفته‌است بود. سید محسن حجت، آخوند شیعهٔ افغان، پس از پخش برنامه‌های جنجال‌برانگیز تلویزیون امروز، به‌طور مستقیم در یک سخنرانی در میان هوادارنش این تلویزیون را سخنگوی اسرائیل در افغانستان نامید و خواهان دستگیری نجیب‌الله کابلی از سوی دولت افغانستان شد.
حامد کرزی پس از اعلام مسدود ساختن این تلویزیون، آن را متهم به خیانت ملی کرد و با اشاره به آزادی بیانی که در رسانه‌های افغانستان وجود دارد و قابل قیاس با کشورهای منطقه نیست، این عمل را سوءاستفاده از این آزادی بیان کرد. نجیب الله کابلی رئیس تلویزیون و عبدالحمید مبارز رئیس اتحادیهٔ ملی ژورنالیستان افغانستان به تصمیم شورای وزیران اعتراض کرده و آن را عملی «ناجوانمردانه» خوانده‌اند و فشارهای حکومت ایران را در قطع شدن پخش این تلویزیون سهیم دانسته‌اند.